# Крагуле
Крагуле (словац. Krahule) — село, громада округу Ж'яр-над-Гроном, Банськобистрицький край, центральна Словаччина, регіон Теков. Кадастрова площа громади — 10,76 км².
Населення 267 осіб (станом на 31 грудня 2017 року).

## Історія
Крагуле згадується в 1331 році.

## Населення
| Рік:            | 1994. | 2004.   | 2014.    | 2024.    |
| --------------- | ----- | ------- | -------- | -------- |
| Кількість осіб: | 150   | 155     | 192      | 253      |
| Різниця:        |       | +3,33 % | +23,87 % | +31,77 % |

| Рік:            | 2023. | 2024.   |
| --------------- | ----- | ------- |
| Кількість осіб: | 259   | 253     |
| Різниця:        |       | -2,31 % |